# Estação arqueológica do Cerrado do Castelo
A Estação arqueológica do Cerrado do Castelo corresponde aos vestígios de um complexo termal romano, situado na vila de Grândola, na região do Alentejo, em Portugal.

## Descrição e história
Os vestígios arqueológicos situam-se dentro do terreno da Escola Básica n.º 1, em Grândola, mais especificamente na área posterior do Edifício de Aulas n.º 1. Foram identificados como um conjunto termal, composto por quatro tanques de pequenas dimensões, um tanque ou piscina, que foi completamente destruída, e duas salas com paredes em xisto. Estas termas funcionariam em conjunto com uma villa romana ou a uma estalagem, cujos vestígios terão desaparecido quase completamente devido à construção de edifícios e à abertura de estradas. Num local situado nas imediações, o Cerrado do Arraial, foram encontrados os indícios de uma necrópole romana, que provavelmente estaria associada à mesma villa do que as termas. Era provavelmente abastecido pela barragem romana do Pego da Moura.
Além das estruturas termais, também foram identificados dois fornos de telhas, no nível inferior ao pavimento da piscina, que eram ambos compostos por uma câmara de planta circular, formada por lateres unidos com argamassa, enquanto que a base foi construída em terra argilosa, fragmentos de lateres e pedras. No interior desta estruturas foram encontrados fragmentos de telhas, potes e pratos em cerâmica. O espólio encontrado no local inclui um fragmento de uma ânfora de tipologia lusitana 2 e de um dolium, peças em terra sigillata e sudgálica, cerâmica fina, e moedas dos reinados de Augusto, Alexandre Severo e Constantino.
As termas foram utilizadas entre os séculos I a IV d.C, enquanto que os fornos serão provavelmente posteriores, embora ainda durante o período romano, tendo sido instalados após o abandono dos edifícios originais.
As ruínas foram identificadas em 1904 pelo investigador José Leite de Vasconcelos. Os vestígios foram muito danificados pela construção da escola, não tendo sido encontrados níveis arqueológicos definitivos, mas várias camadas de revolvimento e entulho, onde foram encontradas peças da década de 1950. Em 1989 e 1990 foram ali feitas escavações arqueológicas, tendo sido identificados dois núcleos de vestígios romanos, compostos pelas termas romanas e pelos fornos, e em 1997 foi classificada como Imóvel de Interesse Público.
Entre Agosto e Setembro de 2016, a empresa ERA Arqueologia fez várias sondagens no no recinto escolar, como parte de um programa de requalificação daquele equipamento, tendo sido encontrados alguns indícios de possível ocupação durante a pré-história recente. O sítio arqueológico foi alvo de trabalhos de requalificação em 2023, que tiveram como finalidade melhorar o estado de conservação dos vestígios, facilitar futuras operações de manutenção do espaço, e criar condições de segurança para ser visitado. De acordo com a Câmara Municipal de Grândola, esta intervenção permitiu a conversão do sítio arqueológico «numa mais-valia pedagógica, complementar à sala de aula, onde a comunidade escolar poderá conhecer e explorar, já no próximo ano lectivo, todos os aspectos da herança cultural romana em Portugal».

## Leitura recomendada
- FERREIRA, Marisol Aires Ferreira; FARIA, João Carlos Lázaro (1991). «Estação Romana do Cerrado do Castelo». Conímbriga. Volume XXX